# Navy Exchange

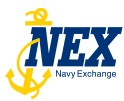
Logo de la Navy Exchange

Navy Exchange est une société de distribution privée, possédée et contrôlée par l'United States Navy sous le contrôle du Navy Exchange Service Command (NEXCOM). Le Navy Exchange propose des biens et des services aux militaires d'active, aux militaires retraités et à certains civils dans les installations de l'US Navy aux États-Unis, dans ses bases outre-mer et à bord de ses navires. Il existe des structures similaires pour les autres branches armées américaines : Army & Air Force Exchange Service (AAFES), Marine Corps Exchange et Coast Guard Exchange. 
La Navy Exchange emploie 14 000 personnes sur plus de 300 lieux de vente et a un chiffre d'affaires annuel de 3,2 milliards de dollars en 2014.